# Gump & Co.
Gump y Co. (también llamado Forrest Gump y Co.) es una novela escrita por Winston Groom en el año 1995, al mismo tiempo que se estrenaba la película. Es la secuela de Forrest Gump. La contraportada tiene el texto: 

«no dejes que hagan una película de tu vida, sea buena o mala, no importa»

## Argumento
La novela está narrada en primera persona por Forrest Gump, por lo que contiene giros de lenguajes y errores gramaticales propios del personaje.
Después de la muerte de su esposa Jenny, y el fracaso que tuvo con la empresa de Camarones Buba-Gump, Forrest busca la forma de mejorar su vida junto a su hijo. Al igual que el primer libro Gump «tropieza» en momentos históricos de la historia estadounidense, por ejemplo, se encuentra con el mismo Tom Hanks, asiste a los premios Óscar y gana un premio.
Forrest ingresa al equipo de los Santos de Nueva Orleans aunque es despedido, así que empieza a vender enciclopedias de puerta en puerta, e incluso ayuda en programas de cocina. 
Más adelante bloquea al Exxon Valdez y ayuda a destruir el Muro de Berlín. Como todos sus planes fracasan, Forrest se encuentra con Jenny en una especie de alucinación, ella le pide que rebautice la compañía de camarones, con la ayuda del Teniente Dan, Forrest accede al igual que el teniente, y juntos rebautizan la compañía de camarones Buba-Gump, aunque esta vez vendiendo más tipos de mariscos.

## Recepción
Larry King calificó la novela: «cómo la más divertida que haya leído». La editorial Simon & Schuster calificó la novela positivamente. El New York Times dijo que estaba agradecido con Groom por haber creado al personaje, pero que el personaje del libro era algo muy diferente a lo que hizo el icónico Tom Hanks.